# Prikblok
Een prikblok is een kinderspeelgoed waarmee kinderen met een prikpen en een vilten kussentje of stuk piepschuim gaatjes in dik papier kunnen prikken. Door de gaatjes dicht genoeg naast elkaar te prikken, kan de tekening na afloop uit het papier worden gedrukt. 
Doorgaans kan de tekening vooraf, of na het prikken, worden ingekleurd.
Omdat kinderen zichzelf of anderen kunnen verwonden met de prikpen, is het niet bedoeld voor de hele kleintjes. De fabrikanten adviseren dit speelgoed doorgaans voor kinderen van vier jaar en ouder.